# 웅촌초등학교
웅촌초등학교는 대한민국 울산광역시 울주군 웅촌면 곡천리에 있는 공립 초등학교다.

## 학교 연혁
- 1922년 6월 1일 웅촌공립보통학교(4년제 3학급) 개교(129명)
- 1926년 4월 1일 6년제로 개편
- 1938년 4월 1일 웅촌공립심상소학교로 개칭[1]
- 1941년 4월 1일 웅촌공립국민학교로 개칭[2]
- 1979년 4월 1일 병설유치원 개원(1학급)
- 1996년 3월 1일 웅촌초등학교로 학교명 변경[3]
- 2004년 6월 1일 다목적강당(웅비관) 준공
- 2009년 2월 10일 급식소 개축, 학교 공원화 사업
- 2011년 2월 1일 영어 학습실 2실 구축
- 2018년 3월 1일 검단분교장 편입
- 2019년 9월 1일 제35대 김종훈 교장 취임
- 2020년 2월 20일 제93회 졸업식(졸업생 누계 7,156명)
- 2020년 3월 1일 11학급 편성(특수학급 2학급, 순회학급 2학급 포함)

## 참고 자료
- 웅촌초등학교 - 한국교육학술정보원 학교알리미